# Radek Vincour
Radek Vincour (* 14. listopadu 1966) je český manažer, hudebník a politik, od roku 1998 zastupitel a od roku 2016 starosta Uničova.

## Osobní život
V mládí vystudoval obor český jazyk – hudební výchova na Pedagogické fakultě Univerzity Palackého. Poté působil jako moderátor Radia Rubi, učitel na střední odborné škole a na uničovské základní umělecké škole. Celkem dvacet let pracoval jako ředitel Městského kulturního zařízení Uničov. Kromě toho je muzikantem a zpěvákem, působí v kapele Fofrovanka.
Je ženatý, má tři děti a nejméně jedno vnouče.

## Politické působení
V komunálních volbách v roce 1998 byl zvolen zastupitelem Uničova, přičemž tento mandát obhájil i v následujících dekádách v komunálních volbách v roce 2002, 2006, 2010, 2014, 2018 a 2022. V prosinci 2016 navíc začal působit jako uničovský starosta, když ve funkci nahradil stranického kolegu Dalibora Horáka. Funkci starosty poté obhájil v letech 2018 a 2022. Celou řadu let působil Vincour také jako uničovský radní. Kromě toho neúspěšně Vincour kandidoval v celé řadě krajských voleb, a to konkrétně v letech 2004, 2008, 2012, 2016, 2020 a 2024. Neúspěšně kandidoval také na funkci poslance PSP ČR, a to na 22. místě kandidátní listiny ODS ve sněmovních volbách v roce 2017 a na 19. místě kandidátní listiny koalice SPOLU ve sněmovních volbách v roce 2021.
V senátních volbách v roce 2014 kandidoval v senátním obvodu č. 66 – Olomouc. Získal 4 689 hlasů (tj. 12,21 %), skončil na čtvrtém místě a do druhého kola voleb nepostoupil. V senátních volbách v roce 2020 kandidoval ve stejném obvodu; tentokrát získal 6 875 hlasů (tj. 17,89 %), ale opět skončil na čtvrtém místě a do druhého kola voleb nepostoupil.
Je členem ODS.